# Сварецкое озеро
Сва́рецкое озеро — озеро в Лядской волости Плюсского района Псковской области. Из озера берёт начало река Озванка.
Площадь озера — 0,32 км² (32,0 га). Площадь водосборного бассейна — 4,35 км². Высота над уровнем моря — 82,6 м. Максимальная глубина — 4,0 м, средняя глубина — 1,5 м.
На озере населённых пунктов нет, на юго-западном берегу находится урочище Малый Сварец (бывшая деревня), а на северо-западном берегу, который называют — Барский Берег, урочище Сварец Покровское (бывшая помещичья усадьба). В полукилометре к востоку от озера расположена снятая с учёта населённых пунктов деревня Большой Сварец.
Тип озера плотвично-окуневый с лещом. Водятся рыбы: щука, окунь, карась, вьюн, плотва, лещ, линь, красноперка. Для озера характерны отлогие и низкие берега, местами заболоченные. Дно в центре илистое, в прибрежной зоне — песчаное, илистое. Присутствуют донные и береговые родники.

## Исторические сведения
В писцовой книге 1497/98 года письма Матвея Ивановича Валуева в тексте по Бельскому погосту встречается описание двух деревень с названием Сварцо, принадлежащих своеземцам Максиму Степанову и Ивану Гридину.

«Максимка Степанова да братаничя его Иванца Гридина сына.

[…]

Д.Сварцо Большее: дв. Олешко Куров да Офонос Фофанов, дв. Офонос Дорофеев да его дети Кирилко да Левон, пашни 8 коробей, а сена 30 копен, 2 обжы.

Д.Сварцо Меншое: дв. Миша Степанов, да его дети Яшко да Федот, пашни 5 коробей, а сена 30 копен, обжа.»— [РГАДА, Ф.137, Оп.1, Новгород, №2-А]; опубликовано: "Новгородские писцовые книги, изданные Археографической комиссией." Т.IV. Редактор Тимофеев А.И. СПб. 1886. Текст приведён по редакции данного издания.
В писцовой книге 1498/99 года письма Матвея Ивановича Валуева в дворцовых землях Лятцкого погоста, бывших ранее за Казимиром Александровым, описывается деревня Скодорово.

«Дер. Скодорово: во дворе Федка Иванов, сын его Куземка, во дворе Гавза Демехов, сын его Нефед, во дворе Макар Афилонов, пашни 8 коробей, сена 40 копен, 2 обжи.»— [РГАДА, Ф.1209, Оп.1, № 706, л. 165]; опубликовано: «Новгородские писцовые книги, изданные Археографической комиссией.» Т. V. Редактор Богоявленский С. К. СПб. 1905. Текст приведён по редакции данного издания.
Первые письменные упоминания именно об озере находятся в писцовой книге 1571 года письма Яныша Иванова сына Муравьева и подьячего Кирилко Кстечкова. Лежало оно в те времена на границе Бельского и Лятцкого погостов и принадлежало помещикам Ивану и Григорью Вешняковым детям Парского (Бельский погост), Василию Васильеву сыну Парскому (Лятцкой погост) и земцам Тимофею Иванову сыну Житковскому и Третьяку Наумову (Бельский погост).

«За Иваном да за Григорьем за Вешняковыми детми Парского.

Усадищо Сварец: дв.болшой, дв. Иван да Григорей Вешняковы дети Парского, пол-2 обжи, пашни в поле 7 четвертей, а в дву по тому-ж, сена 15 копен, а лесу чёрного вдоль и поперек на версту; да озеро Сварец, вдоль и поперек стрелбищо, а в нём рыба окунь да плотица, вопче с Васильем с Парским.

[…]

За Тимофеем за Ивановым сыном Житковского да за Третьяком за Наумовым.

Дер. Сварец, 2 обжи, пол-обжи пуста, а на живущей: дв.сам Тимоха, пашни в поле 4 четверти, а в дву по тому-ж, сена 5 копен, а на пустой полуобжи пашня, засев и закос был тот же, лесу пашенного и непашенного вдоль верста, а поперек пол-версты; да у той-ж деревни озеро Сварец, вдоль верста, а поперек пол-версты, а рыба в нём щука да плотица.

[…]

А были те деревни написаны за Максимком за Степановым сыном да за братаничем его за Ивашком за Гридиным.

[…]

За Васильем Васильевым сыном Парского.

Дер. Скрудово: дв.пуст, в поле засеву 4 четверти, а в дву по тому-ж, сена 10 копен, обжа пуста; озеро Сварец, в нём рыба окуни и плотица.»— [РГАДА, Ф. 137, Оп. 1, Новгород, № 8, лл. 182 об., 183, 188 об., 210]; опубликовано: "Новгородские писцовые книги, изданные Археографической комиссией." Т.V. Редактор Богоявленский С.К. СПб. 1905. Текст приведён по редакции данного издания.
Во времена Генерального межевания (в конце XVIII века) это озеро было выделено в отдельную дачу площадью 29 десятин 436 квадратных саженей (31,9 гектара). Принадлежало оно помещикам Наталье Михаиловне Мяхкой (владелице деревни Сварец (ныне — урочище Малый Сварец)), Дмитрию Васильеву сыну Татищеву (владельцу сельца Сварец и части деревни Сварец (ныне — Большой Сварец)), Анне Трофимовой дочери жене Глотовой (владелице части деревни Сварец (ныне — Большой Сварец)) и крестьянам дворцового ведомства (из деревни Навогоша).

| м у ж е с к а |

| ж е н с к а |

| д е с я т и н ы |

| с а ж е н и |

| д е с я т и н ы |

| с а ж е н и |

| д е с я т и н ы |

| с а ж е н и |

| д е с я т и н ы |

| с а ж е н и |

| д е с я т и н ы |

| с а ж е н и |

| д е с я т и н ы |

| с а ж е н и |
— [РГАДА, Ф. 1355, Оп. 1, № 1138, лл. 312 об., 313]
В 1862 году у Сварецкого озера находилась деревня Сворец Покровский с мызой (Покровское), православной часовней и 19-ю дворами, в них 82 человека мужского и 78 человек женского пола; и деревня Сворец Талызин (ныне — Большой Сварец) 12 дворов, в них 37 человек мужского и 36 человек женского пола.
В конце XIX — начале XX века на землях, принадлежащим ранее помещикам из мызы Покровское, было отстроено множество хуторов, жителями этих хуторов были в основном эстонцы. Хутора так и назывались — Сварец Покровские, или по эстонски — Vartsi Puustus.
В феврале 1931 года из Сварецкого сельского совета с центром в деревне Малый Сварец была выделена территория под Покровский национальный эстонский сельский совет, однако, фактически этот сельсовет создан так и не был и официально был исключён из списков сельсоветов в октябре 1934 года.
В 1936 году на берегу Сварецкого озера стояли деревни: Малый Сварец (19 домов, центр сельского совета), Новогоша (27 домов), чуть восточнее озера — Большой Сварец (34 дома), на северном берегу и далее от озера на северо-восток располагались Сварец Покровские хутора (59 домов).